# Юрасов, Анатолий Николаевич
Анатолий Николаевич Юрасов (1925, Нижний Новгород — 1981, Нижний Новгород) — советский младший сержант, командир отделения 115-й отдельной разведроты, 225-й стрелковой дивизии, 21-й армии, 1-го Украинского фронта. Полный кавалер ордена Славы.

## Биография
Родился в семье рабочего льнокомбината. В январе 1943 года, не достигнув восемнадцатилетия, добровольцем ушёл в армию. Был направлен на Волховский фронт в стрелковую дивизию. За продемонстрированное в боях виртуозное владение приёмами рукопашной схватки был переведён в 115-ю отдельную разведроту. В ночь на 1 января 1944 года в составе разведгруппы совершил нападение на штаб противника, в результате чего были захвачены и доставлены в расположение части важные документы и пленные. За проявленные при выполнении боевого задания мужество и героизм был награждён орденом Славы III степени.
В июле 1944 года Юрасов с товарищами отправился в разведку. Северо-западнее деревни Абрини они обнаружили тяжёлую батарею противника. Разведчики сообщили данные в штаб дивизии и получили приказ возвращаться. Но в районе деревни Бриэжусала красноармейцы столкнулись с группой немецких офицеров. Юрасов остался прикрывать отход командира и радиста. Он уничтожил противника и вернулся на место дислокации своей части. За выполнение этого задания Анатолий Николаевич был представлен к ордену Красной Звезды.
В конце сентября 1944 года Юрасов с группой разведчиков переправился через реку Гауя (Прибалтика). Вступив в рукопашную схватку с противником, красноармейцы смогли занять немецкие укрепления, захватить в плен трёх солдат и офицера с важными документами. Дерзкий налёт разведчиков вызвал панику среди немцев. Этим воспользовалась особая стрелковая рота. Она форсировала реку и укрепилась в траншеях, захваченных разведчиками. 1 октября 1944 года за участие в форсировании р. Гауи приказом по армии Юрасов был награждён орденом Славы II степени.
Принимал участие в освобождении Бреслау, Нейсса (Германия). За разведку боем в районе Ново-Паки (Чехия) в мае 1945 года награждён орденом Славы I степени. 8-9 мая 1945 года отличился при освобождении города Банкенхайна.
После войны окончил артиллерийские курсы и стал командиром огневого взвода зениток. В 1960 году женился, 25 октября 1961 года у него родился сын Иван. В 1966 году в звании капитана вышел в запас и переехал в город Горький. Работал старшим инспектором отдела кадров пятого грузового автопредприятия, вёл активную общественную работу (заместитель секретаря парторганизации и председатель группы народного контроля; выступал перед учащимися школ и ПТУ).
Скончался 9 декабря 1981 года. Похоронен на кладбище «Красная Этна» Нижнего Новгорода.

## Память
А. Н. Юрасову посвящён раздел экспозиции в музее школы № 185 Нижнего Новгорода.